# ГЕС Cheoah
ГЕС Cheoah — гідроелектростанція у штаті Північна Кароліна (Сполучені Штати Америки). Знаходячись між ГЕС Фонтана (вище по течії) та ГЕС Калдервуд, входить до складу каскаду на річці Літтл-Теннессі, лівій притоці Теннессі (дренує Велику долину у Південних Аппалачах та впадає ліворуч до Огайо, котра в свою чергу є лівою притокою Міссісіпі).
В межах проекту річку перекрили бетонною арковою греблею висотою 70 метрів та довжиною 229 метрів, яка потребувала 153 тис. м3 матеріалу і утримує витягнуте по долині річки на 15 км водосховище з площею поверхні 2,6 км2.
Станцію ввели в експлуатацію у 1919 році з чотирма турбінами типу Френсіс потужністю по 22 МВт, вода до яких подавалась через тунель довжиною 137 метрів. У 1949-му до них додали ще одну таку ж, котра живилась через водовід довжиною 149 метрів. В 2010-х роках потужність гідроагрегатів збільшили до номінальної потужності 27,5 МВт, при цьому при напорі у 58 метрів модернізовані турбіни могли видавати 33 МВт.